# Susan Sullivan

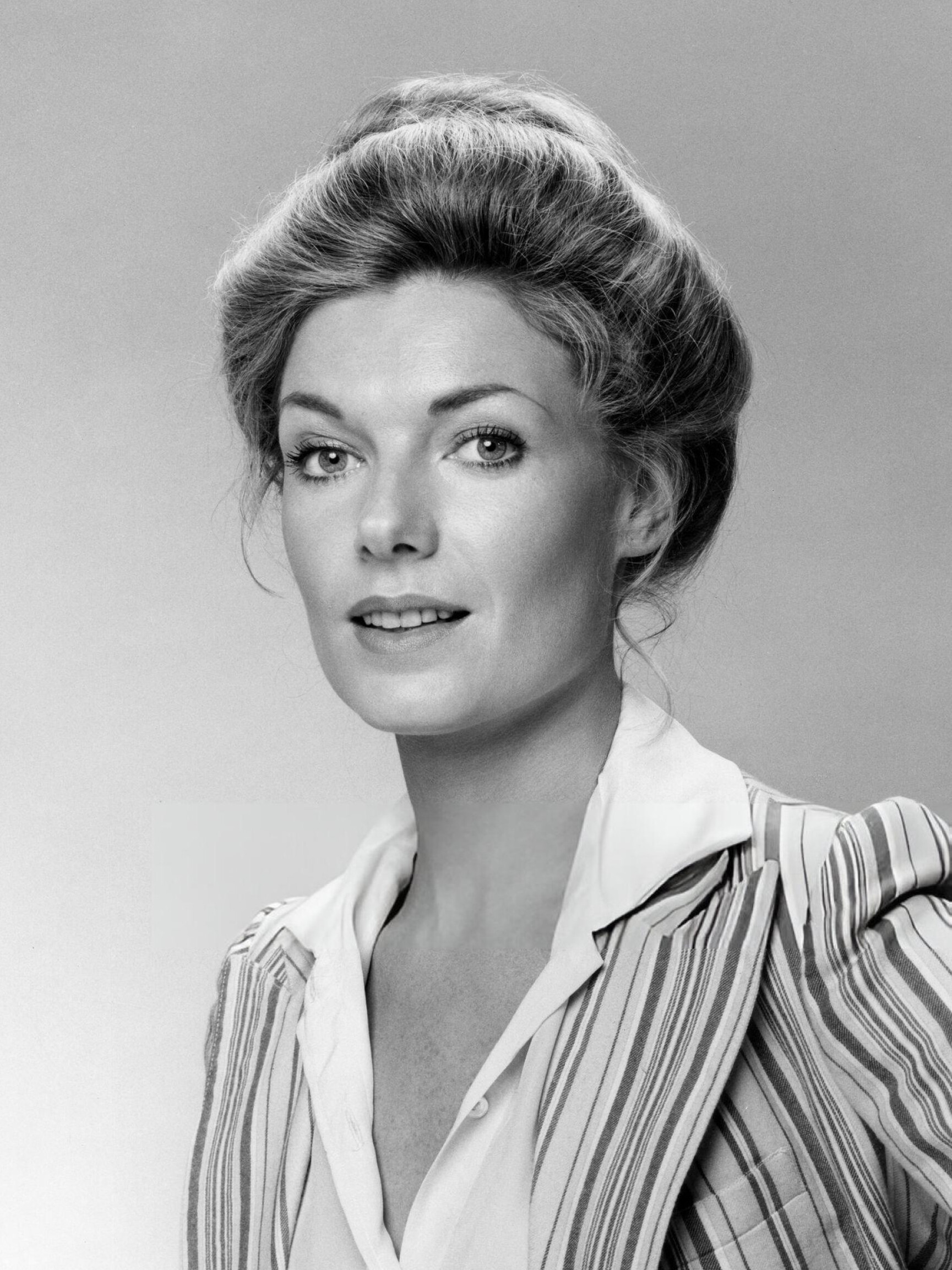
Susan Sullivan 1976.

Susan Michaela Sullivan, född 18 november 1942 i New York i New York, är en amerikansk skådespelare. Sullivan är känd för rollerna som Maggie Gioberti Channing i Maktkamp på Falcon Crest och Kitty Montgomery i Dharma & Greg. Hon har även en framträdande roll i pilotavsnittet till TV-serien Hulken.

## Filmografi (urval)
- 1975 – McMillan & Wife (TV-serie) (1 avsnitt)
- 1976–1977 – Kojak (TV-serie) (2 avsnitt)
- 1977 – Hulken (TV-serie) (1 avsnitt)
- 1979 – Kärlek ombord (TV-serie) (1 avsnitt)
- 1980 – Taxi (TV-serie) (1 avsnitt)
- 1981 – Fantasy Island (TV-serie) (1 avsnitt)
- 1981–1989 – Maktkamp på Falcon Crest (TV-serie) (207 avsnitt)
- 1991 – Perry Mason (TV-serie)
- 1997–2002 – Dharma & Greg (TV-serie) (119 avsnitt)
- 1997 – Min bäste väns bröllop
- 1997 – Two Came Back
- 2001–2002 – Justice League (TV-serie) (röstroll, 3 avsnitt)
- 2003 – Mitt liv som död (TV-serie) (1 avsnitt)
- 2004 – Mellan himmel och jord (TV-serie) (1 avsnitt)
- 2005–2006 – Hope & Faith (TV-serie) (4 avsnitt)
- 2005 – Justice League Unlimited (TV-serie) (röstroll, 1 avsnitt)
- 2005 – Vem dömer Amy? (TV-serie) (2 avsnitt)
- 2006 – 2 1/2 män (TV-serie) (1 avsnitt)
- 2006–2007 – The Nine (TV-serie) (7 avsnitt)
- 2009–2016 – Castle (TV-serie) (173 avsnitt)